# Hasbach (Buchhandlung)

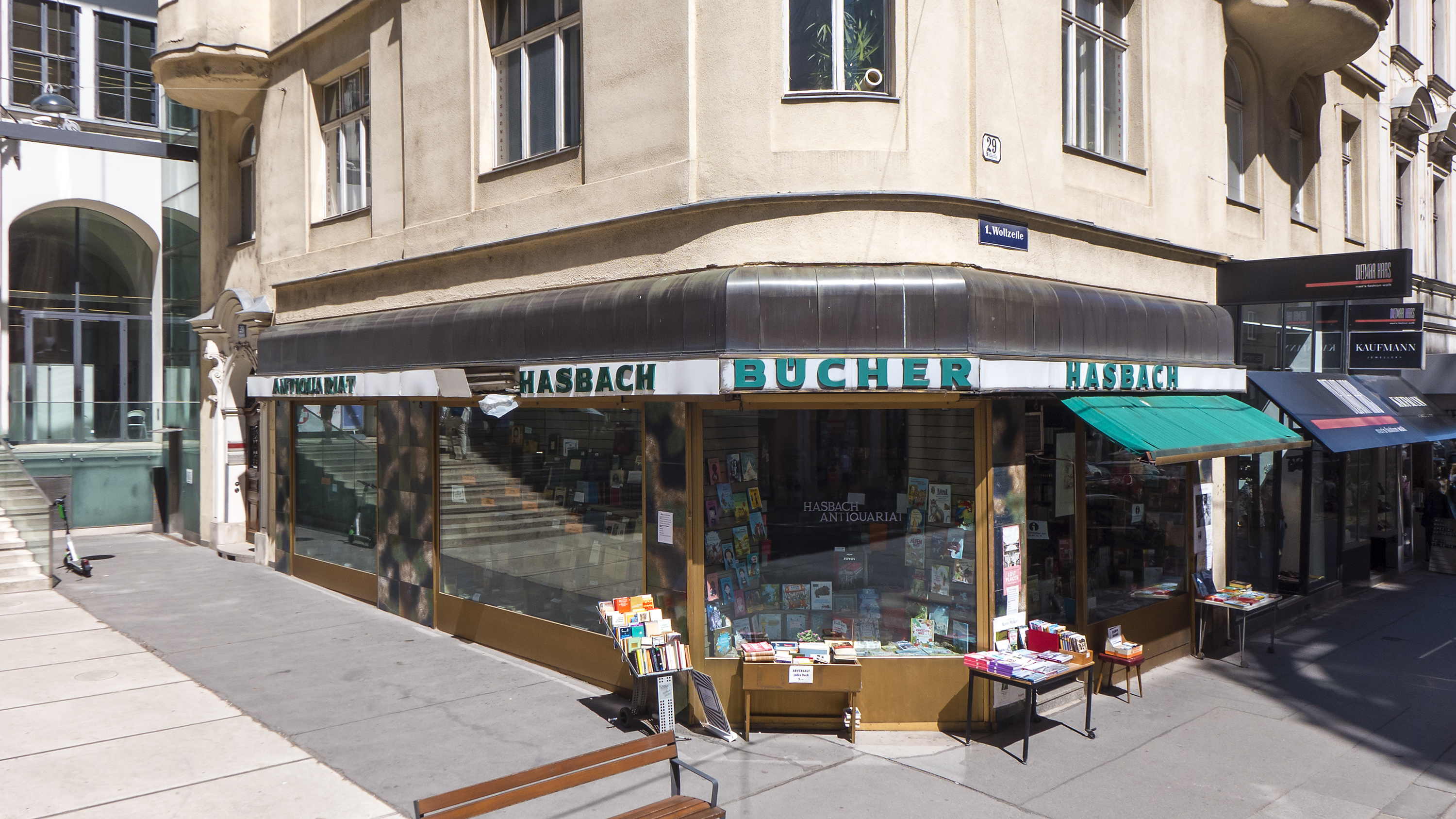
Buchhandlung und Antiquariat Hasbach

Die Buchhandlung & Antiquariat A.L. Hasbach e.U. war eine Buchhandlung in der Wollzeile 29 im ersten Wiener Gemeindebezirk. Die Buchhandlung war über 140 Jahren in Wien tätig und war neben antiquarischen Büchern auch auf Bücher über Wien, Geschichte, Philosophie und Kinderbücher spezialisiert.

## Geschichte
Die Buchhandlung wurde am 1. Oktober 1876 mit Sitz im Kärntnerhof von Ludwig Bloch und August Ludwig Hasbach gegründet. Am 10. März 1885 schied Bloch aus der Firma aus. Am 12. Februar 1911 übersiedelte die Buchhandlung in die Schulerstraße 18. Am 1. Jänner 1914 wurde die Buchhandlung von Carl Borufka übernommen und am 1. September 1925 um ein zweites Geschäftslokal in der Wollzeile 9 erweitert. 1934 wurde das Lokal in der Schulerstraße 18 aufgelassen und übersiedelte in die stärker frequentierte Wollzeile 29, wo der Laden der Antiquariatsfirma J. J. Plaschka erworben wurde. Am 2. September 1944 starb Carl Borufka nach längerer Krankheit.
Während des Kriegs wurde der Betrieb nur durch Mithilfe der Familienmitglieder aufrechterhalten, da fast alle Mitarbeiter zur Wehrmacht eingezogen waren. Das Geschäft in Wollzeile 29 musste gesperrt werden. Der Betrieb wurde in der Wollzeile Nr. 9 von Hermine Borufka, der Witwe Carl B’s, unterstützt von ihrem Sohn Fritz, notdürftig weitergeführt. Der zweite Sohn, Herbert, war zur Wehrmacht eingerückt und geriet im Juli 1944 an der Invasionsfront in britische Gefangenschaft. Im März 1945 starb Fritz im Konzentrationslager Mauthausen. Im Juni 1946 kehrte Herbert nach zwei Jahren Gefangenschaft nach Wien zurück. Das Geschäft in der Wollzeile 29 wurde zusätzlich zum Geschäft in der Wollzeile 9 wieder eröffnet.
Im Jahr 1976 feierte das Unternehmen sein 100-jähriges Jubiläum, bei dem H.C. Artmann aus seinen Werken las. Nach kurzer Krankheit verstarb Herbert Borufka 2011 und sein Sohn Michael Borufka übernahm die Buchhandlung. Das Geschäft wurde Ende Juli 2021 geschlossen.